# Miguel Suárez (futbolista)
Miguel Gerardo Suárez Savino (Tarija, 1 de junio de 1993) es un futbolista boliviano. Juega como delantero y su actual equipo es Club Petrolero de la Primera División de Bolivia.

## Selección nacional
Ha sido internacional con la Selección de fútbol de Bolivia en 2 ocasiones, anotando 1 gol.

## Clubes
| Club                    | País    | Año               |
| ----------------------- | ------- | ----------------- |
| Bolívar                 | Bolivia | 2011 - 2014       |
| Universitario de Sucre  | Bolivia | 2015              |
| Jorge Wilstermann       | Bolivia | 2015 - 2017       |
| San José                | Bolivia | 2017 - 2018       |
| Always Ready            | Bolivia | 2019              |
| Nacional Potosí         | Bolivia | 2020              |
| Independiente Petrolero | Bolivia | 2021              |
| FATIC                   | Bolivia | 2022              |
| Universitario de Sucre  | Bolivia | 2022 - Actualidad |

## Palmarés

### Campeonatos nacionales
| Título           | Club                    | País    | Año  |
| ---------------- | ----------------------- | ------- | ---- |
| Torneo Clausura  | Bolívar                 | Bolivia | 2013 |
| Torneo Clausura  | Wilstermann             | Bolivia | 2016 |
| Torneo Clausura  | San José                | Bolivia | 2018 |
| Primera División | Independiente Petrolero | Bolivia | 2021 |